# Gran Premio de Cataluña de Motociclismo de 1997
El Gran Premio de Cataluña de Motociclismo de 1997 fue la decimotercera prueba del Campeonato del Mundo de Motociclismo de 1997. Tuvo lugar en el fin de semana del 12 al 14 de septiembre de 1997 en el Circuito de Barcelona-Cataluña, situado en Barcelona, España. La carrera de 500cc fue ganada por Mick Doohan, seguido de Carlos Checa y Àlex Crivillé. Ralf Waldmann ganó la prueba de 250cc, por delante de Max Biaggi y Tohru Ukawa. La carrera de 125cc fue ganada por Valentino Rossi, Kazuto Sakata fue segundo y Noboru Ueda tercero.

## Resultados 500cc
| Pos. | Piloto              | Constructor | Tiempo    | Pts. |
| ---- | ------------------- | ----------- | --------- | ---- |
| 1    | Mick Doohan         | Honda       | 44:56.149 | 25   |
| 2    | Carlos Checa        | Honda       | +0.432    | 20   |
| 3    | Àlex Crivillé       | Honda       | +1.750    | 16   |
| 4    | Luca Cadalora       | Yamaha      | +2.792    | 13   |
| 5    | Nobuatsu Aoki       | Honda       | +8.159    | 11   |
| 6    | Tadayuki Okada      | Honda       | +24.631   | 10   |
| 7    | Takuma Aoki         | Honda       | +24.826   | 9    |
| 8    | Kenny Roberts Jr    | Modenas     | +41.369   | 8    |
| 9    | Juan Bautista Borja | Elf 500     | +41.805   | 7    |
| 10   | Doriano Romboni     | Aprilia     | +45.491   | 6    |
| 11   | Regis Laconi        | Honda       | +46.438   | 5    |
| 12   | Norifumi Abe        | Yamaha      | +47.528   | 4    |
| 13   | Kirk McCarthy       | Yamaha      | +55.442   | 3    |
| 14   | Jurgen vd Goorbergh | Honda       | +57.495   | 2    |
| 15   | Alberto Puig        | Honda       | +1:01.810 | 1    |
| 16   | Jürgen Fuchs        | Elf 500     | +1:02.291 |      |
| 17   | Daryl Beattie       | Suzuki      | +1:03.530 |      |
| 18   | Lucio Pedercini     | Yamaha      | +1:46.366 |      |
| 19   | Laurent Naveau      | ROC Yamaha  | +1 Vuelta |      |
| Ret  | Sete Gibernau       | Yamaha      | Retirado  |      |
| Ret  | Jean-Michel Bayle   | Modenas     | Retirado  |      |
| Ret  | Frederic Protat     | Honda       | Retirado  |      |
| Ret  | Alex Barros         | Honda       | Retirado  |      |

- Pole Position: Mick Doohan, 1:45.990
- Vuelta Rápida: Mick Doohan, 1:46.861

## Resultados 250cc
| Pos. | Piloto               | Constructor | Tiempo    | Pts. |
| ---- | -------------------- | ----------- | --------- | ---- |
| 1    | Ralf Waldmann        | Honda       | 42:05.928 | 25   |
| 2    | Max Biaggi           | Honda       | +0.550    | 20   |
| 3    | Tohru Ukawa          | Honda       | +2.940    | 16   |
| 4    | Tetsuya Harada       | Aprilia     | +2.960    | 13   |
| 5    | Loris Capirossi      | Aprilia     | +13.760   | 11   |
| 6    | Olivier Jacque       | Honda       | +24.165   | 10   |
| 7    | Takeshi Tsujimura    | TSR-Honda   | +27.393   | 9    |
| 8    | Haruchika Aoki       | Honda       | +44.398   | 8    |
| 9    | Noriyasu Numata      | Suzuki      | +49.040   | 7    |
| 10   | Osamu Miyazaki       | Yamaha      | +49.117   | 6    |
| 11   | Jeremy McWilliams    | Honda       | +49.542   | 5    |
| 12   | Emilio Alzamora      | Honda       | +50.027   | 4    |
| 13   | Luis d'Antin         | Yamaha      | +55.168   | 3    |
| 14   | José Luis Cardoso    | Yamaha      | +55.266   | 2    |
| 15   | Franco Battaini      | Yamaha      | +55.557   | 1    |
| 16   | Cristiano Migliorati | Honda       | +56.213   |      |
| 17   | Luca Boscoscuro      | Honda       | +1:15.407 |      |
| 18   | Sebastian Porto      | Aprilia     | +1:21.392 |      |
| 19   | Kurtis Roberts       | Honda       | +1:55.372 |      |
| 20   | Ismael Bonilla       | Honda       | +1 Vuelta |      |
| Ret  | David Guardiola      | Honda       | Retirado  |      |
| Ret  | Jesus Perez          | Honda       | Retirado  |      |
| Ret  | Javier Marsella      | Honda       | Retirado  |      |
| Ret  | Giuseppe Fiorillo    | Aprilia     | Retirado  |      |
| Ret  | Jamie Robinson       | Suzuki      | Retirado  |      |
| Ret  | Manuel Luque         | Aprilia     | Retirado  |      |
| Ret  | José David De Gea    | Yamaha      | Retirado  |      |
| Ret  | Eustaquio Gavira     | Aprilia     | Retirado  |      |
| Ret  | William Costes       | Honda       | Retirado  |      |
| Ret  | Stefano Perugini     | Aprilia     | Retirado  |      |
| Ret  | Oliver Petrucciani   | Aprilia     | Retirado  |      |

- Pole Position: Ralf Waldmann, 1:47.621
- Vuelta Rápida: Ralf Waldmann, 1:48.681

## Resultados 125cc
| Pos. | Piloto              | Constructor | Tiempo    | Pts. |
| ---- | ------------------- | ----------- | --------- | ---- |
| 1    | Valentino Rossi     | Aprilia     | 42:14.687 | 25   |
| 2    | Kazuto Sakata       | Aprilia     | +6.002    | 20   |
| 3    | Noboru Ueda         | Honda       | +9.527    | 16   |
| 4    | Mirko Giansanti     | Honda       | +11.185   | 13   |
| 5    | Tomomi Manako       | Honda       | +11.196   | 11   |
| 6    | Lucio Cecchinello   | Honda       | +11.269   | 10   |
| 7    | Roberto Locatelli   | Honda       | +11.354   | 9    |
| 8    | Gianluigi Scalvini  | Honda       | +18.326   | 8    |
| 9    | Garry McCoy         | Aprilia     | +18.366   | 7    |
| 10   | Frédéric Petit      | Honda       | +18.555   | 6    |
| 11   | Masaki Tokudome     | Aprilia     | +18.603   | 5    |
| 12   | Jorge Martinez      | Aprilia     | +18.787   | 4    |
| 13   | Yoshiaki Katoh      | Yamaha      | +30.103   | 3    |
| 14   | Steve Jenkner       | Aprilia     | +58.817   | 2    |
| 15   | Álvaro Molina       | Honda       | +1:13.702 | 1    |
| 16   | Gino Borsoi         | Yamaha      | +1:13.785 |      |
| 17   | Dirk Raudies        | Honda       | +1:18.201 |      |
| 18   | Youichi Ui          | Yamaha      | +1:34.319 |      |
| 19   | Joan Montero        | Honda       | +1:38.740 |      |
| 20   | Vicente Esparragoso | Yamaha      | +2:30.980 |      |
| 21   | David Ortega        | Honda       | +2:56.693 |      |
| Ret  | Xavier Soler        | Aprilia     | Retirado  |      |
| Ret  | Chris Burns         | Honda       | Retirado  |      |
| Ret  | Masao Azuma         | Honda       | Retirado  |      |
| Ret  | Ivan Martinez       | Aprilia     | Retirado  |      |
| Ret  | Josep Sarda         | Honda       | Retirado  |      |
| Ret  | Ángel Nieto Jr      | Aprilia     | Retirado  |      |
| Ret  | Enrique Maturana    | Yamaha      | Retirado  |      |
| Ret  | Manfred Geissler    | Aprilia     | Retirado  |      |
| Ret  | Jaroslav Hules      | Honda       | Retirado  |      |

- Pole Position: Kazuto Sakata, 1:53.476
- Vuelta Rápida: Kazuto Sakata, 1:53.773